# Фердинанд Бол
Фердинанд Бол (хол. Ferdinand Bol; Дордрехт, 24. јун 1616 — Амстердам, 24. август 1680) био је холандски сликар који је израђивао бакрорезе и графике, као и портрете и историјске (библијске) сцене. Његова дела често се налазе у јавним зградама или се састоје од портрета који су углавном остали у власништву породица. 

## Биографија
Дела Фердинанда Бола припадају бароку. Био је један од холандских мајстора. У градској кући у Лејдену, Хауди и Енкхеузену налазе се његова дела. Најстарије дело са Боловим потписом датира из 1642. године. У Амстердаму је након 1650. године постао веома успешан портретиста. Насликао је, између осталог, портрете Михила и Енгела де Рајтера, Јакоба ван Кампена и Давида де Вилда. Његово најбоље дело је настало између 1650. и 1669. Портрет Елизабете Јакобсдр. Бас (Рејксмузеум у Амстердаму), некада тема жустрих расправа, показује знатан утицај Рембранта. Многи Болови портерти су познати, неки од њих су и аутопортрети.
Око 1645. године Бол мења свој стил. Његова дела постају патетичнија, иако је Рембрантов утицај још увек остао приметан с применом камера обскуро технике и употребе боја (ружичаста). Светло и реквизити подсећају на Рембранта.